# Antipodocottus galatheae
Antipodocottus galatheae е вид лъчеперка от семейство Cottidae. Видът е незастрашен от изчезване.

## Разпространение и местообитание
Разпространен е в Австралия (Куинсланд, Нов Южен Уелс и Тасмания) и Нова Зеландия.
Среща се на дълбочина около 1467,5 m, при температура на водата около 3,5 °C и соленост 34,5 ‰.